# Хвост

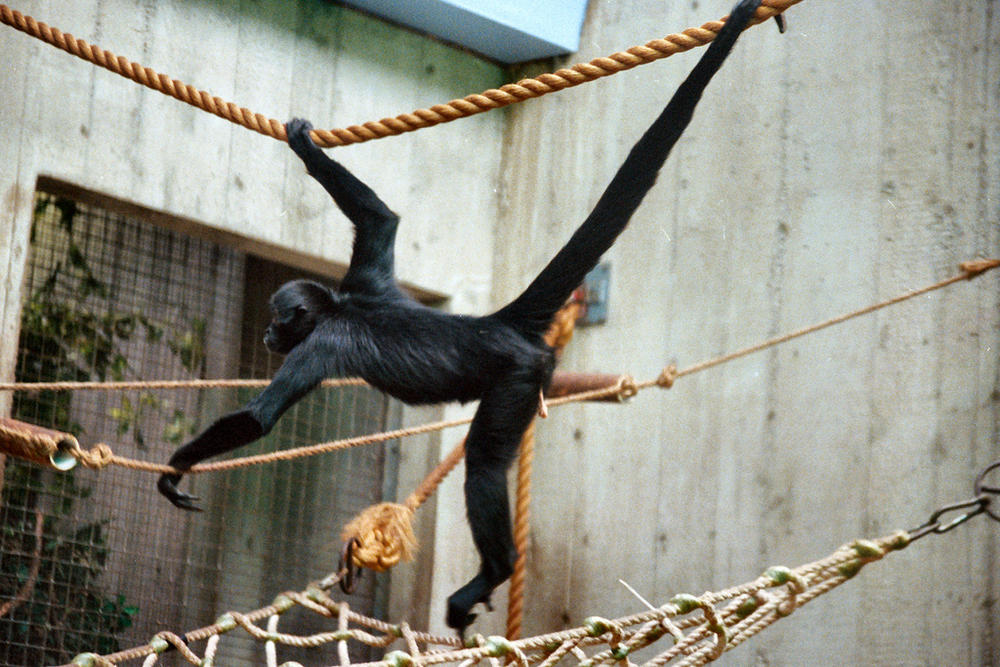
Чернолобая коата использует хвост в качестве хватательной конечности

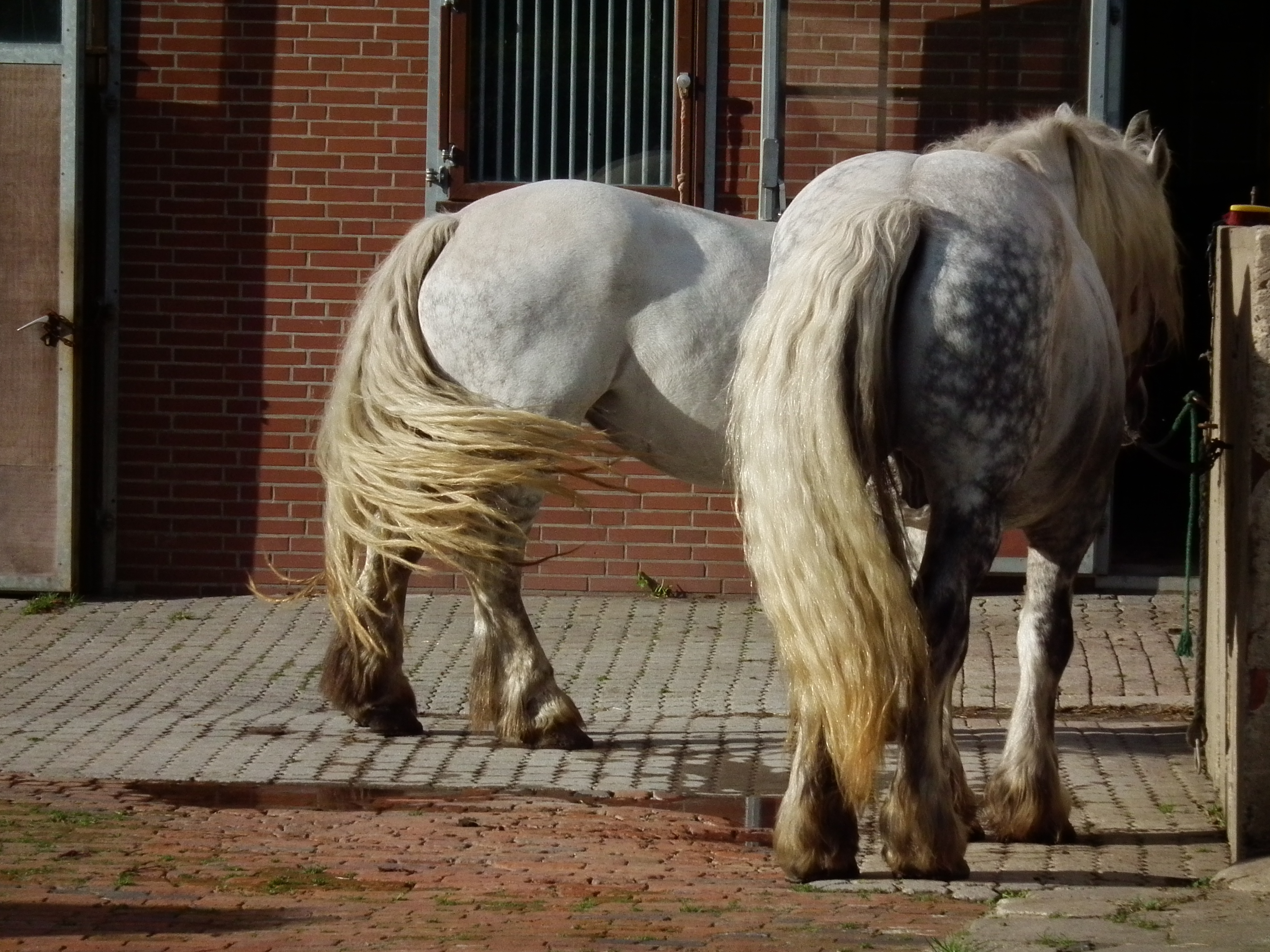
Волосистые хвосты лошадей обычно служат для отпугивания кровососущих насекомых

Хвост (лат. cauda) в сравнительной анатомии — отдел сегментированного тела, располагающийся позади анального отверстия и не содержащий кишечника. Наличие хвоста в смысле принятого определения характерно только для хордовых.
Функции хвоста весьма разнообразны. У рыб и других водных животных (например, китообразных) хвост является органом движения. У некоторых наземных животных хвост также играет роль при движении, являясь или органом опоры, если животное двигается на задних конечностях, или даже при этом помогает прыжку, как это делают скачущие млекопитающие, такие как кенгуру. У лазящих животных хвост иногда является хватательным. 

## Хвост урыб
У большинства рыб хвост не резко обособлен от туловища и снабжён плавником — основным органом передвижения.

## Хвост уамфибий
У хвостатых земноводных хвост служит вспомогательным органом движения (в воде — основным). У взрослых бесхвостых земноводных хвостовой отдел позвоночника редуцирован до одной кости — уростиля, но у их личинок (головастиков) есть полноценные хвосты, служащие для передвижения.

## Хвост уптиц

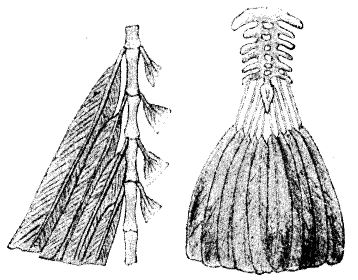
Строение хвоста ранних птиц (археоптерикса) и современных (веерохвостых)

У современных и большинства ископаемых птиц (за исключением археоптериксов и джехолорнисов) видимый «хвост» образован рулевыми перьями, крепящимися к остатку хвостового отдела позвоночника — группе позвонков, которые у большинства видов слиты в пигостиль. «Хвост» птиц может выполнять различные функции. В полете это руль, во время токования — украшение («хвост» павлина образован не рулевыми перьями, а удлинёнными перьями надхвостья), дятлам он помогает держаться на дереве во время поиска насекомых.

## Хвост у млекопитающих
Хвосты млекопитающих образованы 3—49 позвонками. Хвост может выполнять хватательную функцию, помогая при лазании опоссумам, некоторым муравьедам и широконосым обезьянам, может служить органом опоры и рулём скачущим млекопитающим — кенгуру и тушканчикам, или исполнять роль парашюта у белок, сонь. У китов и сирен хвост короткий и с плавником. У ряда млекопитающих этот отдел тела редуцирован. На конце хвоста у львов, бледных тушканчиков и дегу имеется «кисточка» — пушистый пучок из удлинённых волос. Некоторые высшие млекопитающие (собаки, кошки) используют хвост в общении, показывая свое настроение или намерения.

### Хвост у человека
Человеческие эмбрионы на ранних этапах развития имеют заметный хвост, однако еще в ходе эмбриогенеза окружающие его части зародыша обгоняют его в росте, и он перестает выступать над поверхностью тела (хотя в качестве редкого отклонения в развитии у человека может развиваться короткий хвостик). Позвонки хвостового отдела позвоночника человека, как и у других бесхвостых приматов, образуют копчик.

## «Хвосты» у беспозвоночных
Иногда в переносном смысле слово «хвост» используется для обозначения обособленных задних отделов тела в некоторых группах беспозвоночных, не относящихся к хордовым. Так, например, иногда говорят о хвосте скорпионов (называя так опистосому). В этих случаях «хвост» содержит кишку. В ещё более общем смысле хвостами называют любые хвостоподобные выросты на каких угодно частях тела (например, хвостики на крыльях бабочек — парусников или голубянок).

## Хвосты различных животных

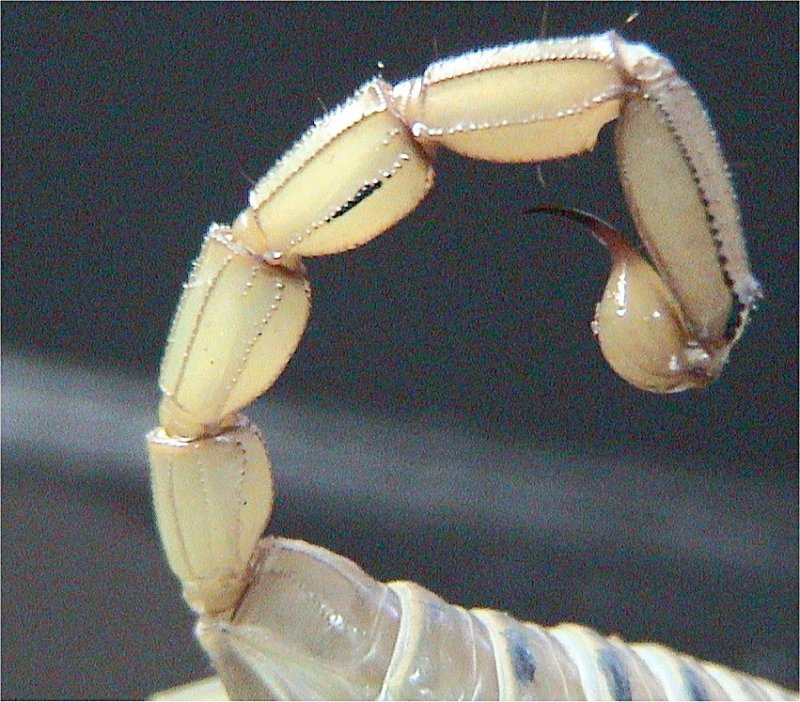
«Хвост» скорпиона (на самом деле является брюшком)
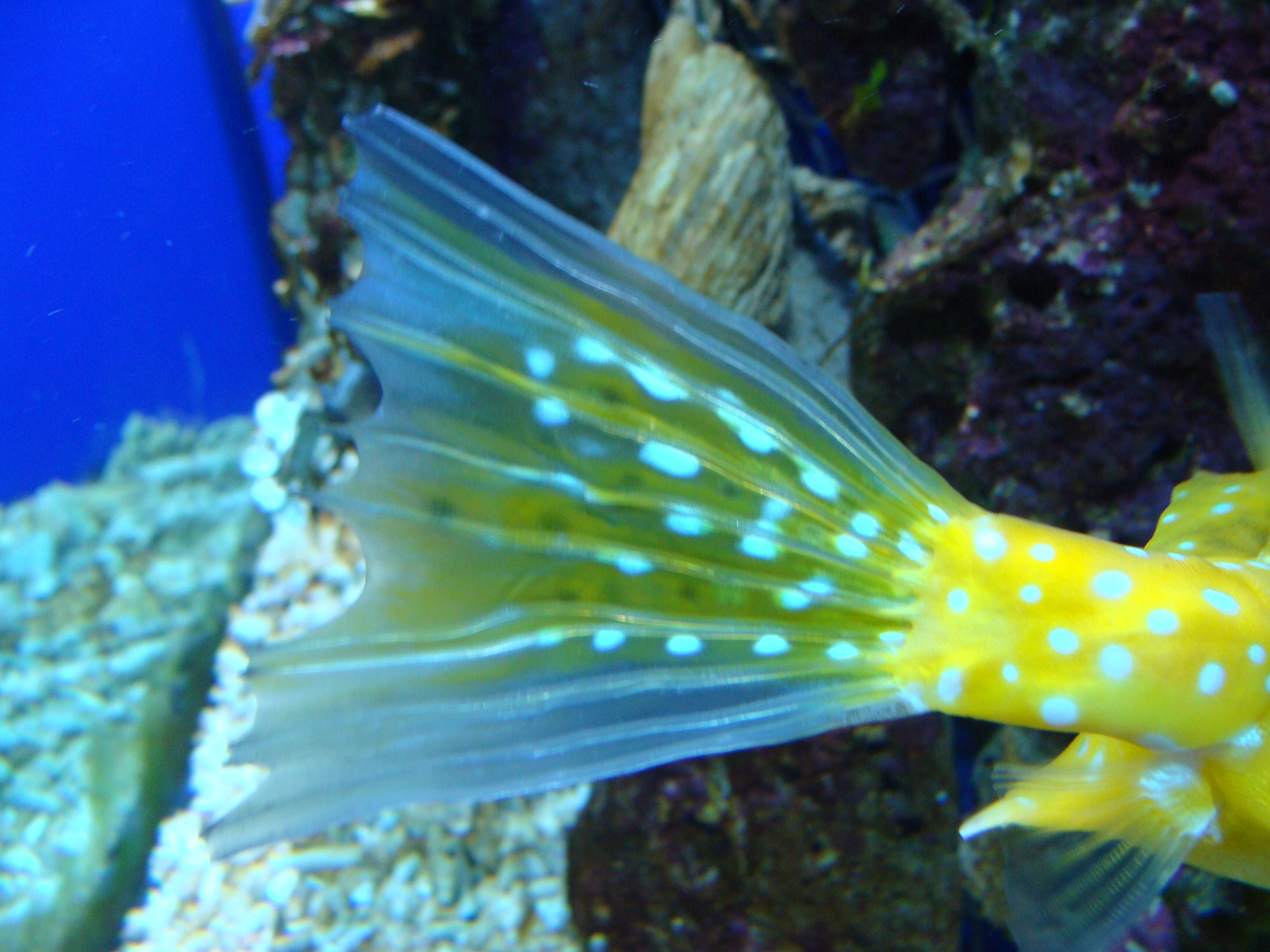
Хвост обыкновенного рогатого кузовка (Lactoria cornuta)
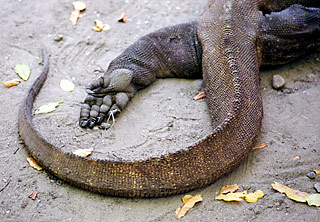
Хвост комодского варана
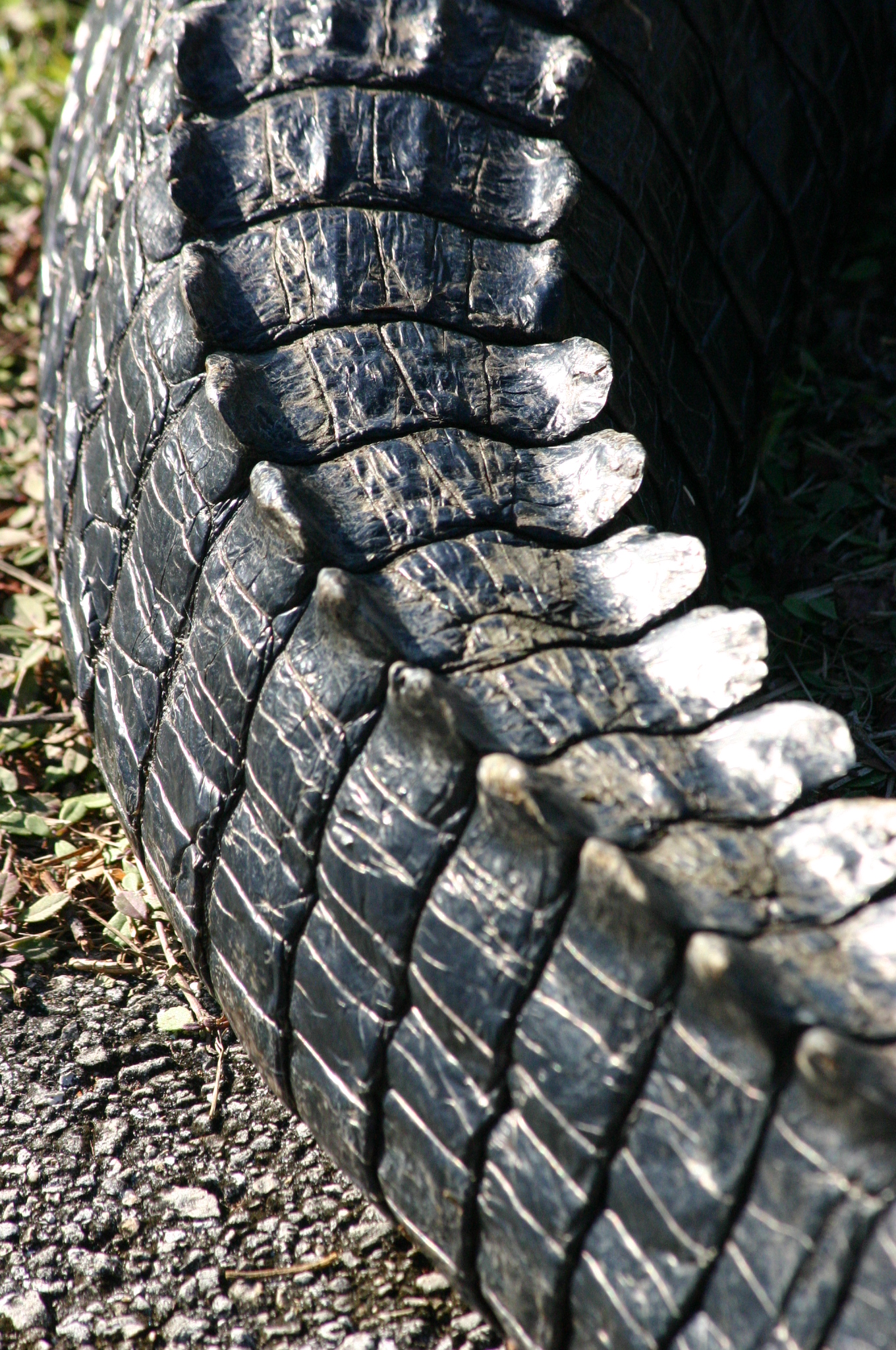
Хвост крокодила
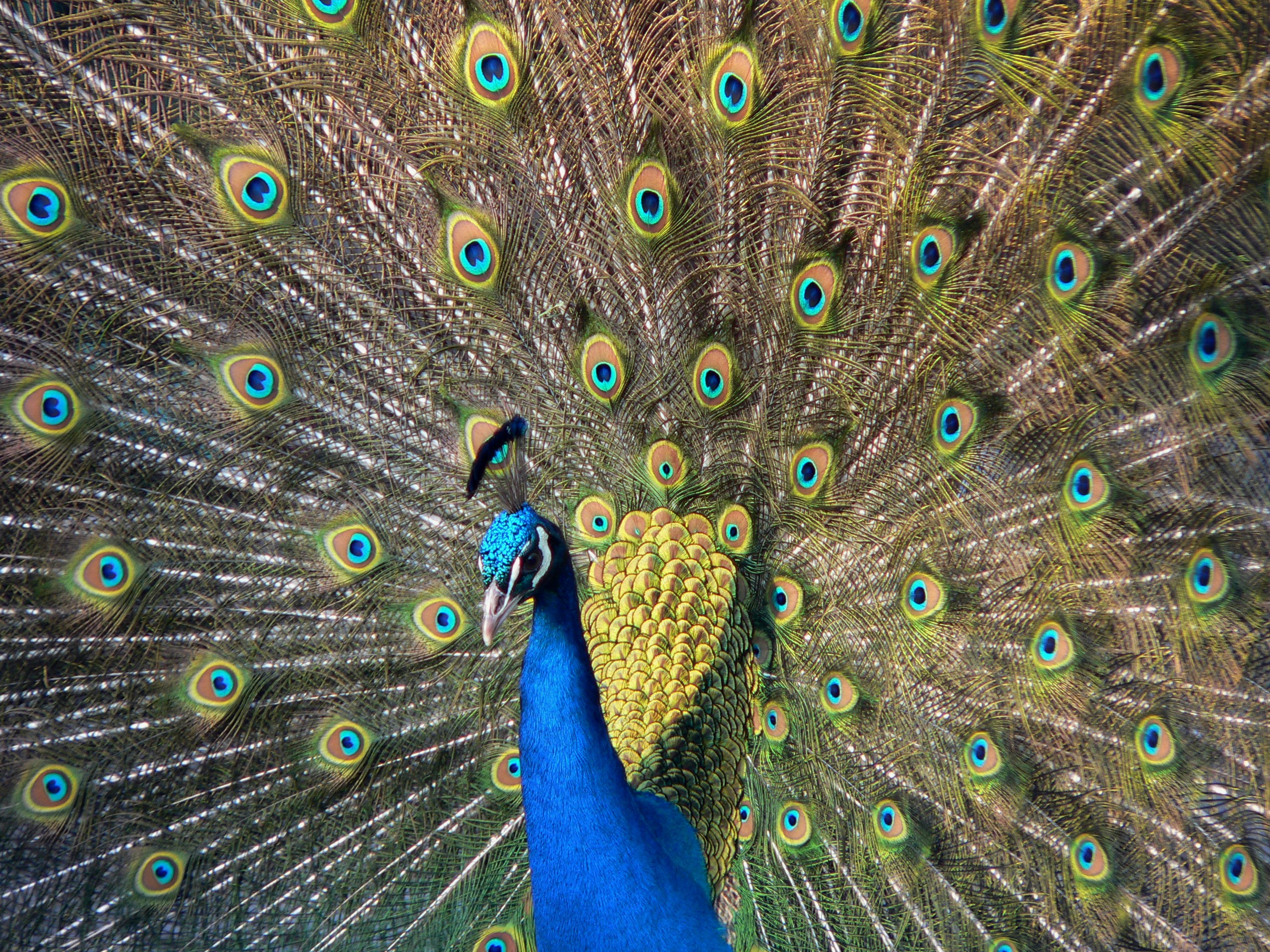
Надхвостье самца павлина
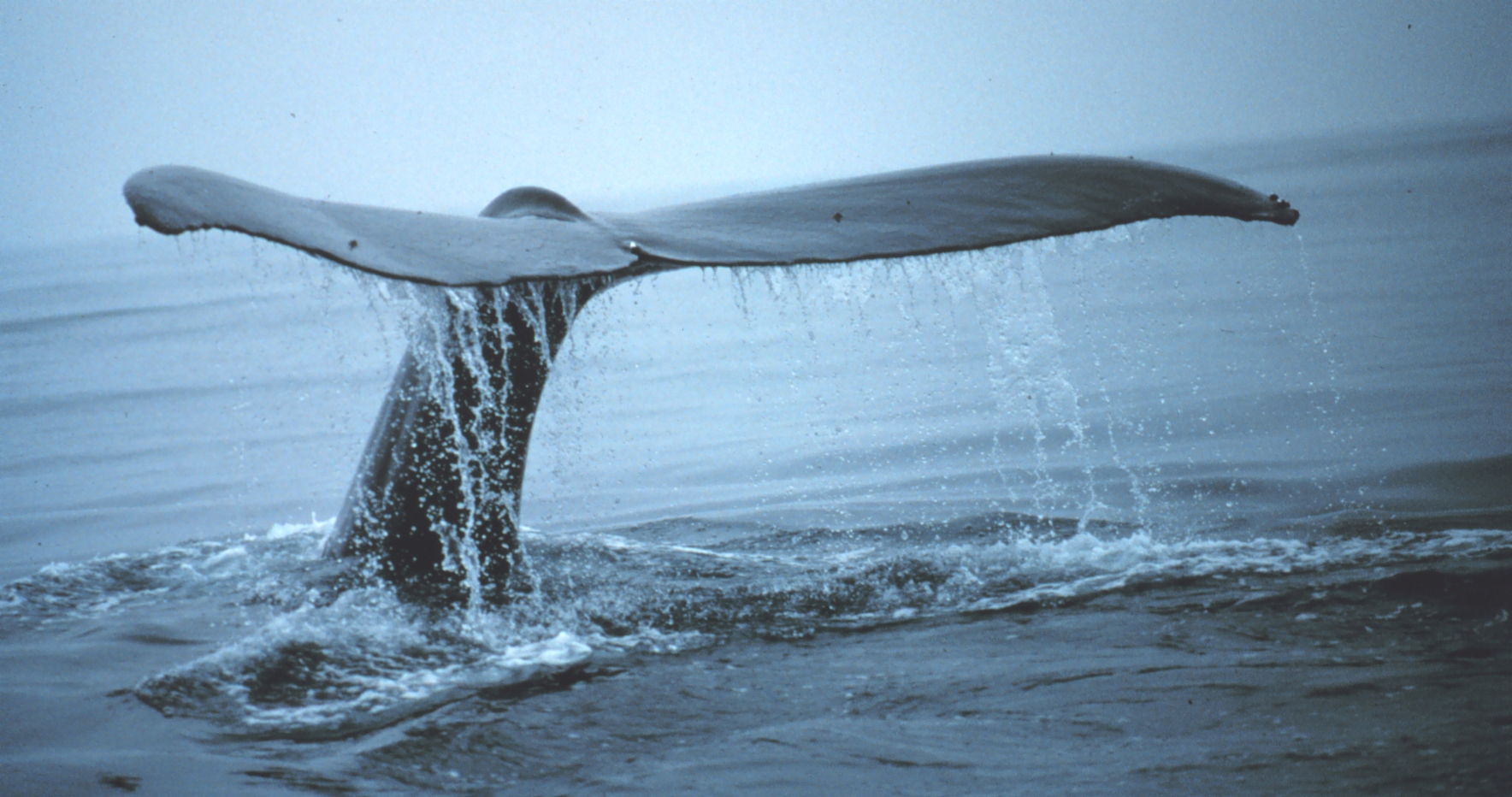
Хвост кита
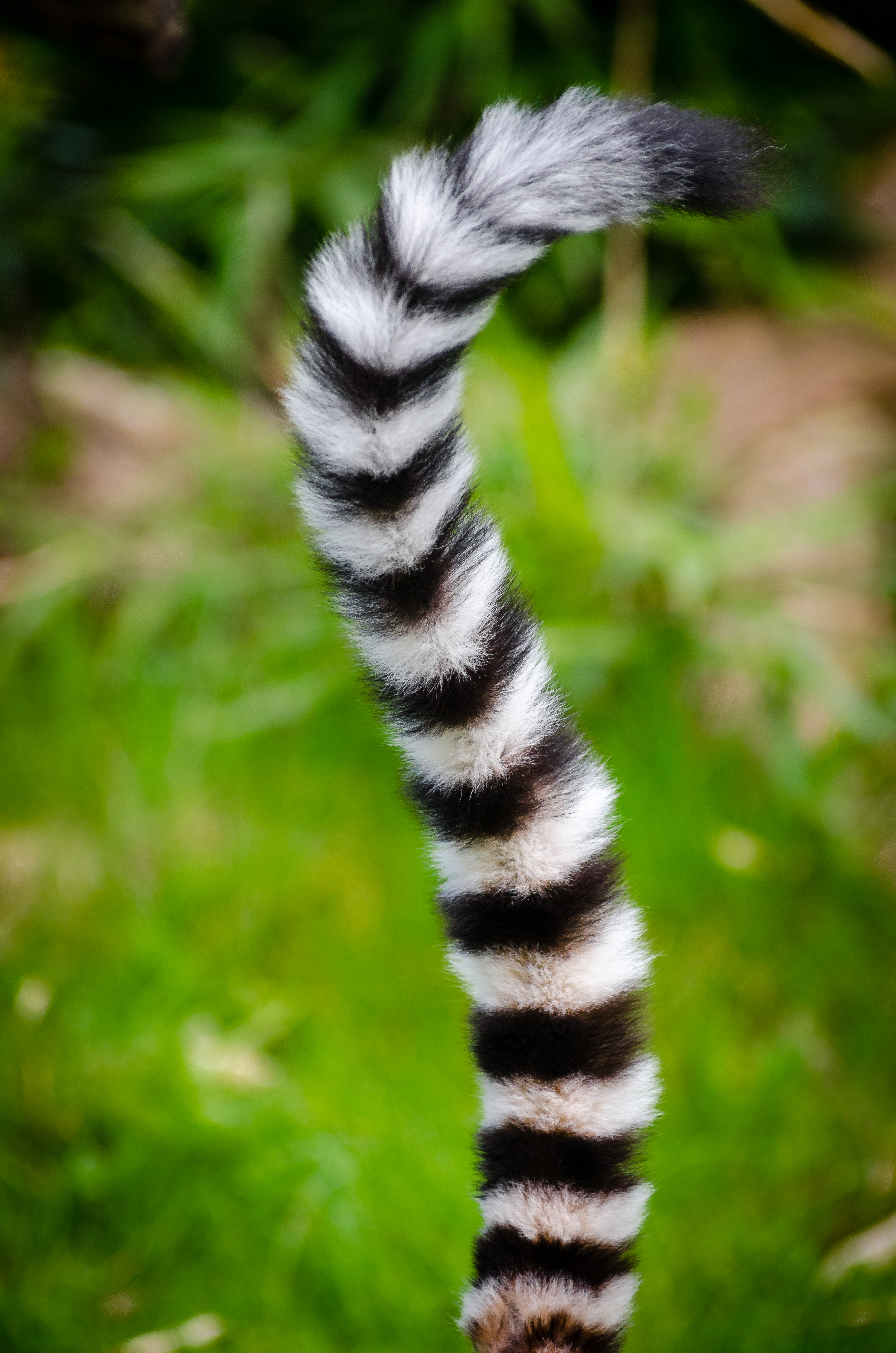
Хвост лемура